# 達勒姆 (新罕布什爾州普查規定居民點)
達勒姆（英語：Durham）是位於美國新罕布什爾州斯特拉佛縣的普查規定居民點。

## 人口
根據2020年美國人口普查的數據，達勒姆的面積為7.98平方千米，當中陸地面積為7.84平方千米，而水域面積為0.14平方千米。當地共有人口11147人，而人口密度為每平方千米1,396.87人。